# Europawahl in Finnland 2014
Die Europawahl in Finnland 2014 fand am 25. Mai 2014 statt. Sie wurde im Rahmen der EU-weit stattfindenden Europawahl 2014 durchgeführt, wobei in Finnland 13 der 751 Sitze im Europäischen Parlament vergeben wurden.
Wahlsieger wurde die konservative Sammlungspartei vor der Zentrumspartei. Die Finnen konnten ihr Wahlergebnis im Vergleich zu 2009 um über drei Prozentpunkte verbessern, blieben aber unter den vorher ermittelten Umfrageergebnissen. Mit 12,9 % wurden sie jedoch drittstärkste Kraft vor der Sozialdemokratischen Partei Finnlands, die mit 12,3 % ihr schlechtestes Ergebnis aller Zeiten bei einer landesweiten Wahl erzielte.

## Wahlsystem

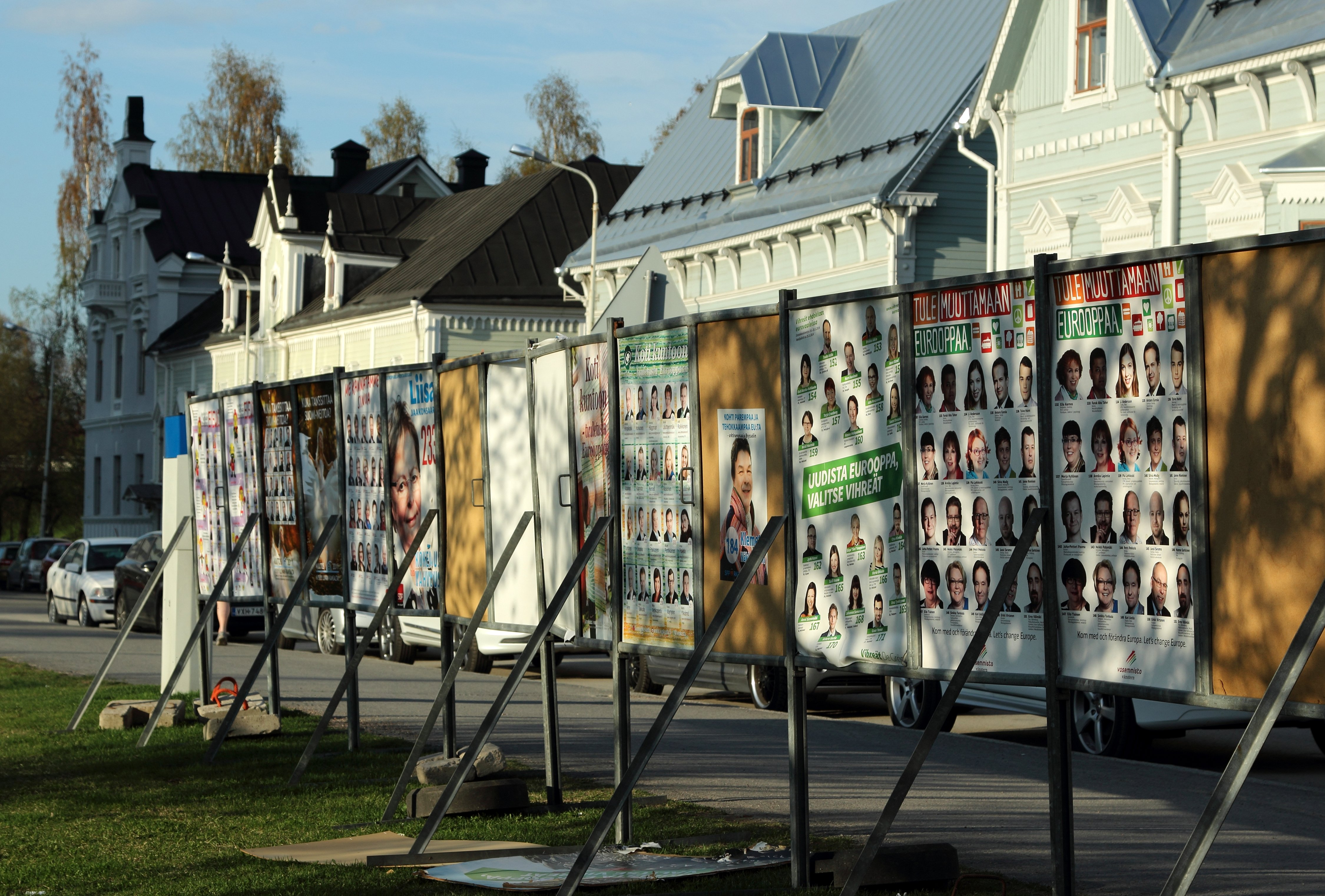
Wahlplakete in Oulu

Finnland nutzt bei der Wahl ein System offener Listen. Die Reihenfolge der Kandidaten werden nicht durch die Parteien festgelegt. Die Wähler stimmen für einen Kandidaten, nicht für eine Partei. Zur Bestimmung der Mandatszahl, die auf eine Partei entfällt, werden die Stimmen aller Kandidaten einer Partei zusammengezählt. Dafür wird das D’Hondt-Verfahren benutzt. Listen können miteinander verbunden werden, so dass die Stimmen der Parteien bei der Sitzverteilung zusammengerechnet werden. Innerhalb einer Partei werden die Sitze dann an die Kandidaten mit den meisten Stimmen vergeben.

## Wahlwerbende Parteien
Folgende Parteien und Einzelkandidaten waren zur Wahl zugelassen (in Reihenfolge des Wahlergebnisses 2009):
| Partei                                  | Partei                              | Abk.    | Deutscher Name                       | Ergebnis 2009 | Sitze | Europapartei/Ausrichtung                                |
| --------------------------------------- | ----------------------------------- | ------- | ------------------------------------ | ------------- | ----- | ------------------------------------------------------- |
|                                         | Kansallinen Kokoomus                | Kok.    | Nationale Sammlungspartei            | 23,2          | 3     | Europäische Volkspartei                                 |
|                                         | Suomen Keskusta                     | Kesk.   | Finnische Zentrumspartei             | 19,0          | 3     | Allianz der Liberalen und Demokraten für Europa         |
|                                         | Suomen Sosialidemokraattinen Puolue | SDP     | Sozialdemokratische Partei Finnlands | 17,5          | 2     | Sozialdemokratische Partei Europas                      |
|                                         | Vihreä liitto                       | Vihr.   | Grüner Bund                          | 12,4          | 2     | Europäische Grüne Partei                                |
|                                         | Perussuomalaiset                    | PS      | Die Finnen                           | 09,8          | 1     | Bewegung für ein Europa der Freiheit und der Demokratie |
|                                         | Suomen Ruotsalainen Kansanpuolue    | SFP/RKP | Schwedische Volkspartei              | 06,1          | 1     | Allianz der Liberalen und Demokraten für Europa         |
|                                         | Vasemmistoliitto                    | Vas.    | Linksbündnis                         | 05,9          | -     | Europäische Linke                                       |
|                                         | Suomen Kristillisdemokraatit        | KD      | Finnische Christdemokraten           | 04,2          | 1     | 1 christlich-demokratisch                               |
|                                         | Suomen Kommunistinen Puolue 2       | SKP     | Kommunistische Partei Finnlands      | 00,5 2        | -     | Europäische Linke                                       |
|                                         | Köyhien Asialla                     |         | Für die Armen                        | 00,3          | -     | christlich-sozialistisch                                |
|                                         | Itsenäisyyspuolue                   | IPU     | Unabhängigkeitspartei                | 00,2          | -     | EU-skeptisch                                            |
|                                         | Piraattipuolue                      | PP      | Piratenpartei                        | -             | -     | Europäische Piratenpartei                               |
|                                         | Muutos 2011                         | M11     | Veränderung 2011                     | -             | -     | direktdemokratisch, rechtspopulistisch                  |
|                                         | Sinivalkoinen Rintama               | SVR     | Blau-Weiße Front                     | -             | -     | rechtsextrem                                            |
| Einzelkandidaten: - Kristiina Ilmarinen |                                     |         |                                      |               |       |                                                         |

## Umfragen
| Institut        | Datum      | KOK    | KESK   | SDP    | VIHR   | PS     | RKP   | VAS   | KD    | Sonstige |
| --------------- | ---------- | ------ | ------ | ------ | ------ | ------ | ----- | ----- | ----- | -------- |
| Taloustutkimus  | 22.05.2014 | 22,7 % | 17,6 % | 13,8 % | 10 %   | 17,1 % | 4,3 % | 8,4 % | 4,4 % | 1,7 %    |
| Tietoykkönen    | 17.05.2014 | 23,7 % | 28,9 % | 15,2 % | 8,1 %  | 16 %   | 4,1 % | 7,7 % | 4,4 % | 1,9 %    |
| Taloustutkimus  | 20.03.2014 | 23,8 % | 18,1 % | 16,3 % | 9,7 %  | 17,8 % | 3,6 % | 6,5 % | 2,6 % | 1,6 %    |
| Taloustutkimus  | 17.01.2014 | 21,1 % | 20,8 % | 17,5 % | 8,9 %  | 15,9 % | 4,1 % | 7,2 % | 3,3 % | 1,2 %    |
| Tietoykkönen    | 17.01.2014 | 21,1 % | 20,8 % | 17,5 % | 8,9 %  | 15,9 % | 4,1 % | 7,2 % | 3,3 % | 1,2 %    |
| Taloustutkimus  | 21.11.2013 | 22,7 % | 21,7 % | 15,4 % | 8,1 %  | 17 %   | 3,5 % | 7,1 % | 3,6 % | 0,9 %    |
| Europawahl 2009 | 07.06.2009 | 23,2 % | 19 %   | 17,5 % | 12,4 % | 9,8 %  | 6,1 % | 5,9 % | 4,2 % | 1,8 %    |

## Ergebnis
| Listen                                  | Listen                                     | Stimmen   | %    | +/-  | Mandate | +/- |
| --------------------------------------- | ------------------------------------------ | --------- | ---- | ---- | ------- | --- |
|                                         | Nationale Sammlungspartei (KOK)            | 390.112   | 22,6 | −0,6 | 3       | ±0  |
|                                         | Finnische Zentrumspartei (KESK)            | 339.398   | 19,6 | +0,6 | 3       | ±0  |
|                                         | Die Finnen (PS)                            | 222.102   | 12,9 | +3,1 | 2       | +1  |
|                                         | Sozialdemokratische Partei Finnlands (SDP) | 212.211   | 12,3 | −5,2 | 2       | ±0  |
|                                         | Grüner Bund (VIHR)                         | 160.967   | 9,3  | −3,1 | 1       | −1  |
|                                         | Linksbündnis (VAS)                         | 160.818   | 9,3  | +3,4 | 1       | +1  |
|                                         | Schwedische Volkspartei (RKP)              | 116.423   | 6,7  | +0,7 | 1       | ±0  |
|                                         | Finnische Christdemokraten (KD)            | 90.347    | 5,2  | +1,1 | –       | −1  |
|                                         | Piratenpartei (PIR)                        | 12.355    | 0,7  | Neu  | –       | Neu |
|                                         | Kommunistische Partei Finnlands (SKP)      | 5.963     | 0,3  | −0,1 | –       | ±0  |
|                                         | Unabhängigkeitspartei (IPU)                | 5.688     | 0,3  | +0,1 | –       | ±0  |
|                                         | Veränderung 2011 (M11)                     | 4.873     | 0,3  | Neu  | –       | Neu |
|                                         | Für die Armen                              | 2.707     | 0,2  | −0,1 | –       | ±0  |
|                                         | Blau-Weiße Front (SVR)                     | 1.245     | 0,1  | Neu  | –       | Neu |
|                                         | Unabhängige 1                              | 517       | 0,0  | ±0,0 | –       | ±0  |
| Gesamt                                  | Gesamt                                     | 1.728.294 | 100  |      | 13      | –   |
|                                         |                                            |           |      |      |         |     |
| Ungültige Stimmen                       | Ungültige Stimmen                          | 9.743     | 0,6  | +0,1 |         |     |
| Wähler                                  | Wähler                                     | 1.738.037 | 39,1 | –1,4 |         |     |
| Wahlberechtigte                         | Wahlberechtigte                            | 4.440.297 |      |      |         |     |
|                                         |                                            |           |      |      |         |     |
| Quellen: Tilastokeskus: Listen – Wähler |                                            |           |      |      |         |     |

## Fraktionen im Europäischen Parlament
| Partei                         | Partei                               | Mandate | Fraktion |
| ------------------------------ | ------------------------------------ | ------- | -------- |
|                                | Nationale Sammlungspartei            | 3 / 13  | EVP      |
|                                | Finnische Zentrumspartei             | 3 / 13  | ALDE     |
|                                | Die Finnen                           | 2 / 13  | EKR      |
|                                | Sozialdemokratische Partei Finnlands | 2 / 13  | S&D      |
|                                | Grüner Bund                          | 1 / 13  | G/EFA    |
|                                | Linksbündnis                         | 1 / 13  | GUE/NGL  |
|                                | Schwedische Volkspartei              | 1 / 13  | ALDE     |
|                                |                                      |         |          |
| Quelle: Europäisches Parlament |                                      |         |          |

## Ergebnisse nach Wahlbezirken
| Bezirk          | Wahlbeteiligung | Listen (%) | Listen (%) | Listen (%) | Listen (%) | Listen (%) | Listen (%) | Listen (%) | Listen (%) | Listen (%) |
| Bezirk          | Wahlbeteiligung | KOK        | KESK       | PS         | SDP        | VIHR       | VAS        | RKP        | KD         | Sonst.     |
| --------------- | --------------- | ---------- | ---------- | ---------- | ---------- | ---------- | ---------- | ---------- | ---------- | ---------- |
| Helsinki        | 52,4            | 28,1       | 6,7        | 9,5        | 11,7       | 19,8       | 12,0       | 6,9        | 3,3        |            |
| Uusimaa         | 45,0            | 29,6       | 10,9       | 12,5       | 12,3       | 10,7       | 6,8        | 10,8       | 4,4        |            |
| Varsinais-Suomi | 41,0            | 25,4       | 15,5       | 12,6       | 12,9       | 8,3        | 11,7       | 6,8        | 4,9        |            |
| Satakunta       | 35,3            | 21,3       | 21,0       | 17,5       | 16,5       | 4,4        | 10,6       | 0,7        | 6,4        |            |
| Åland           | 57,4            | 1,5        | 0,7        | 0,6        | 2,5        | 1,8        | 1,0        | 90,5       | 0,6        |            |
| Häme            | 37,6            | 27,5       | 17,3       | 15,6       | 16,2       | 6,0        | 7,5        | 0,7        | 7,1        |            |
| Pirkanmaa       | 40,2            | 26,3       | 15,2       | 14,0       | 13,2       | 11,8       | 10,1       | 0,8        | 6,2        |            |
| Kymi            | 34,0            | 22,5       | 21,9       | 17,9       | 15,6       | 6,5        | 6,0        | 1,0        | 6,8        |            |
| Südsavo         | 36,0            | 17,8       | 36,2       | 12,7       | 14,3       | 5,9        | 4,4        | 0,5        | 6,9        |            |
| Nordsavo        | 35,1            | 15,8       | 33,6       | 14,4       | 10,8       | 6,6        | 8,9        | 0,6        | 7,5        |            |
| Nordkarelien    | 32,8            | 12,1       | 28,2       | 14,1       | 19,0       | 11,1       | 6,8        | 0,5        | 6,3        |            |
| Vaasa           | 42,9            | 12,9       | 26,9       | 10,7       | 9,1        | 2,4        | 3,5        | 25,7       | 7,4        |            |
| Mittelfinnland  | 37,6            | 17,8       | 24,4       | 16,9       | 14,1       | 8,1        | 9,5        | 0,5        | 6,6        |            |
| Oulu            | 37,4            | 13,1       | 39,8       | 12,3       | 7,3        | 4,9        | 17,4       | 0,5        | 3,1        |            |
| Lappland        | 37,1            | 12,1       | 44,0       | 10,8       | 8,2        | 4,5        | 14,1       | 0,9        | 3,2        |            |
| Finnland        | 40,9            | 22,6       | 19,7       | 12,9       | 12,3       | 9,3        | 9,3        | 6,7        | 5,2        |            |

Quelle: Finnisches Justizministerium

## Abgeordnete
| Name                   | Partei                               | Stimmen |
| ---------------------- | ------------------------------------ | ------- |
| Jussi Halla-aho        | Die Finnen                           | 80.529  |
| Heidi Hautala          | Grüner Bund                          | 31.585  |
| Liisa Jaakonsaari      | Sozialdemokratische Partei Finnlands | 43.869  |
| Anneli Jäätteenmäki    | Finnische Zentrumspartei             | 59.447  |
| Miapetra Kumpula-Natri | Sozialdemokratische Partei Finnlands | 40.571  |
| Merja Kyllönen         | Linksbündnis                         | 58.419  |
| Sirpa Pietikäinen      | Nationale Sammlungspartei            | 49.784  |
| Olli Rehn              | Finnische Zentrumspartei             | 70.333  |
| Alexander Stubb        | Nationale Sammlungspartei            | 148.101 |
| Sampo Terho            | Die Finnen                           | 33.736  |
| Nils Torvalds          | Schwedische Volkspartei              | 29.241  |
| Paavo Väyrynen         | Finnische Zentrumspartei             | 69.224  |
| Henna Virkkunen        | Nationale Sammlungspartei            | 43.701  |